# 皇冠文化
皇冠文化是總部位於台灣的出版事業，統稱為皇冠文化集團。
1954年，平鑫濤創辦「皇冠雜誌社」，發行文藝雜誌《皇冠》；之後逐漸壯大，目前已經發展為大規模的出版集團，旗下擁有多項子企業。

## 發展

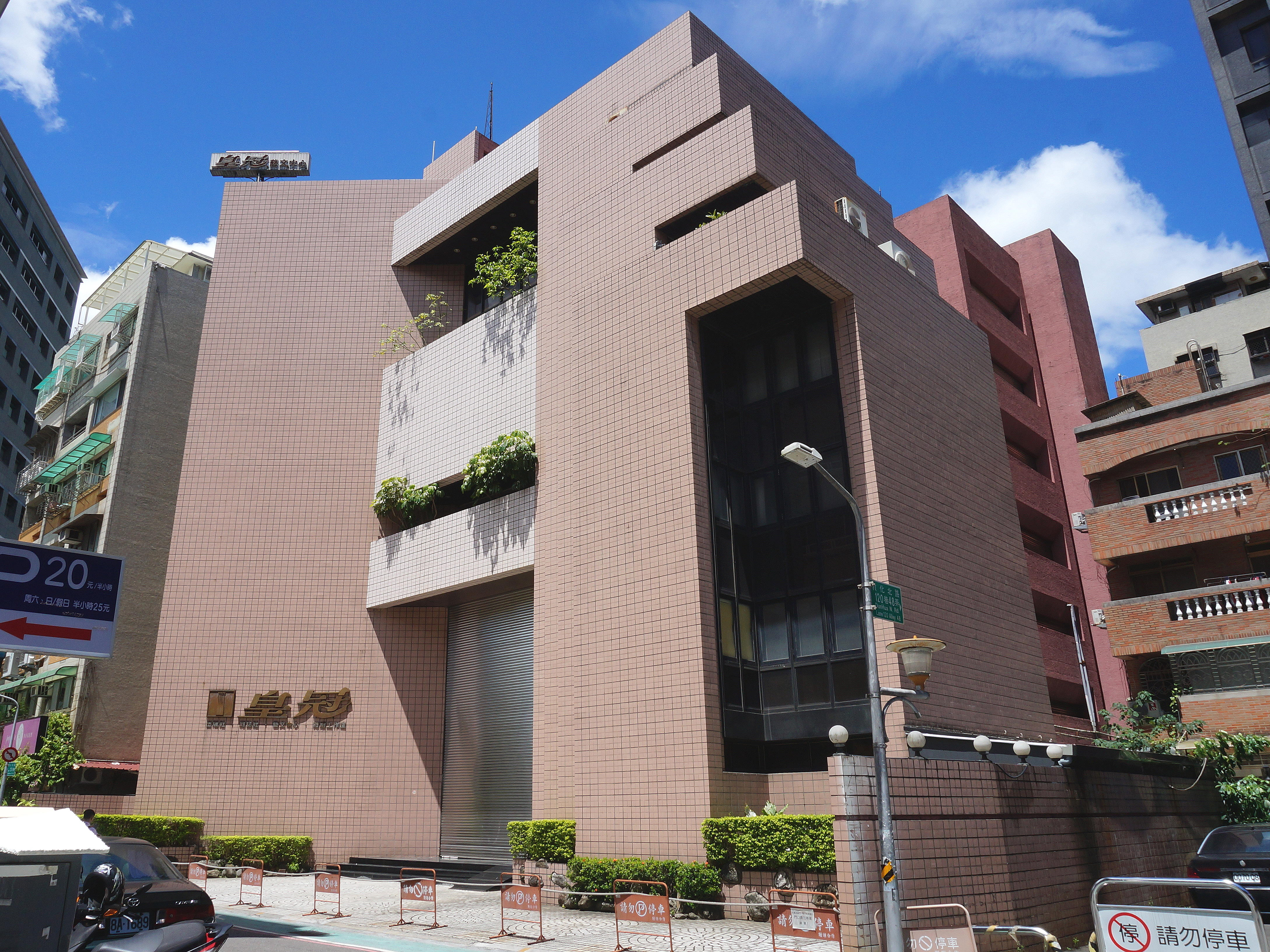
皇冠文化集團總部

創立於1954年2月22日，早期主要以《皇冠》文藝雜誌為主，隨後逐漸發展為擁有文學出版、有聲出版、電視、電影、劇場、畫廊、現代舞團的文化集團。
目前旗下文藝事業有：
- 鑫濤出版（皇冠雜誌）
- 皇冠文化出版（文藝書籍、雜誌）
- 平安文化（非文學類書籍）
- 平裝本出版（漫畫、輕小說）
- 平安有聲出版品（有聲書）
- 皇冠舞蹈工作室（皇冠小劇場、皇冠舞蹈教室）
- 舞蹈空間舞團
- 皇冠劇廣場劇團
- 皇冠藝文中心畫廊

1990年，皇冠文化逐漸朝向中國大陸、新加坡、馬來西亞等地發展出版事業。
1997年，推動企業識別系統，將原有企業細分為五個子企業：
- 皇冠雜誌社
- 皇冠文化出版有限公司
- 平安文化有限公司
- 平安有聲出版品有限公司
- 平裝本出版有限公司

## 皇冠文化出版有限公司
皇冠文化出版事業起源於1954年，早期主要以翻譯文學為主，迄今旗下擁有許多華文文壇舉足輕重的作家，為台灣最具規模重要性的出版事業。
目前皇冠文化出版事業的翻譯文學也在台灣首屈一指，包括歐美文學的當代經典、CHOICE、JOY以及日本文學的大賞、推理謎等系列，在市場上皆佔有一席之地。

### 著名出版書籍

#### 东方
- 瓊瑤全集
- 三毛全集
- 張愛玲全集
- 高陽歷史小說
- 張曼娟作品
- 侯文詠作品
- 倪匡作品
- 張小嫻作品
- 島田莊司作品
- 少年陰陽師
- 綾辻行人作品
- 東野圭吾作品
- 山崎豐子作品
- 湊佳苗作品

#### 西方
- 米蘭·昆德拉全集
- 安伯托·艾可
- 加布列·賈西亞·馬奎斯作品
- 向達倫作品
- 史蒂芬金選

## 外部連結
- 皇冠讀樂網 （页面存档备份，存于）
- 台灣公司資料 （页面存档备份，存于）
- 皇冠文化集團的Facebook專頁
- 皇冠文化集團的Instagram帳戶
- 謎人俱樂部的Facebook專頁
- 皇冠雜誌的Facebook專頁
- 皇冠雜誌｜𝐂𝐑𝐎𝐖𝐍 𝐌𝐀𝐆𝐀𝐙𝐈𝐍𝐄的Instagram帳戶
- 皇冠雜誌部落格 （页面存档备份，存于）
- 好想讀輕小說的Facebook專頁
- YouTube上的CrownBookClub Crown頻道